# Dave Morris
 (avril 2020).
Si vous disposez d'ouvrages ou d'articles de référence ou si vous connaissez des sites web de qualité traitant du thème abordé ici, merci de compléter l'article en donnant les références utiles à sa vérifiabilité et en les liant à la section « Notes et références ».
Dave Morris est un auteur de jeux fantastiques et un créateur de jeux vidéo britannique né en 1957 à Stoke Poges dans le Buckinghamshire.

## Publications
Livres sur les jeux vidéo (éd. Harper Collins)
- The Art of Game Worlds
- The Art of Game Characters
- Conception et architecture des jeux vidéo (éd. Vuibert) avec Andrew Rollings

Livres-jeux
- série Dragon d'Or (Golden Dragon)[1] ;
- série L'Épée de Légende (Blood Sword)[2] ;
- série Transformers (éd. française Albin Michel) :
  - Le Choc des Robots (Highway Clash, 1987) ;
  - L'Île de la Peur (Island of Fear, 1987) ;
  - La Guerre des Robosaures (Dinobot War, 1987) ;
  - Le danger vient des étoiles (Peril from the Stars, 1987) ;
- série Destins (Virtual Reality) : Le Pirate des Sept Mers[3], Le Collier Maléfique[4], Cœur de Glace et Mille et un destins ;
- série Défis fantastiques (Fighting Fantasy) : Le Repaire des morts vivants[5] (The Keep of the Lich Lord, 1990) ;
- série Fabled Lands[6] (éd. Pan Books), avec Jamie Thomson (en) ;

Jeu de rôle
- Les Terres de Légende[7].

Romans
- série Teenage Mutant Ninja Turtles (éd. Transworld Publishers (en), 1990-1991).

Les livres ci-dessous ont une première partie constituée d'un roman et une seconde partie format un livre-jeu
- série HeroQuest (dans l'univers du jeu de société, éd. Corgi Books (en), 1993)
- série Knightmare (dans l'univers de la série télévisée (en), éd. Transworld Publishers (en), 1989-1994) ;

Jeu vidéo
- Warrior Kings